# Glass Animals/Diskografie
Diese Diskografie ist eine Übersicht über die musikalischen Werke der britischen Indie-Rock-Band Glass Animals. Den Schallplattenauszeichnungen zufolge verkaufte sie bisher mehr als 30,6 Millionen Tonträger. Ihre erfolgreichste Veröffentlichung ist die Single Heat Waves mit über 25,6 Millionen verkauften Einheiten, alleine in Deutschland verkaufte sie sich über 1,2 Millionen Mal und zählt damit zu den meistverkauften Singles des Landes.

## Alben

### Studioalben
| Jahr | Titel Musiklabel                                           | Höchstplatzierung, Gesamtwochen, AuszeichnungChartplatzierungen (Jahr, Titel, Musiklabel, Platzierungen, Wochen, Auszeichnungen, Anmerkungen) | Höchstplatzierung, Gesamtwochen, AuszeichnungChartplatzierungen (Jahr, Titel, Musiklabel, Platzierungen, Wochen, Auszeichnungen, Anmerkungen) | Höchstplatzierung, Gesamtwochen, AuszeichnungChartplatzierungen (Jahr, Titel, Musiklabel, Platzierungen, Wochen, Auszeichnungen, Anmerkungen) | Höchstplatzierung, Gesamtwochen, AuszeichnungChartplatzierungen (Jahr, Titel, Musiklabel, Platzierungen, Wochen, Auszeichnungen, Anmerkungen) | Höchstplatzierung, Gesamtwochen, AuszeichnungChartplatzierungen (Jahr, Titel, Musiklabel, Platzierungen, Wochen, Auszeichnungen, Anmerkungen) | Anmerkungen                                                |
| Jahr | Titel Musiklabel                                           | DE | AT | CH | UK | US | Anmerkungen                                                |
| ---- | ---------------------------------------------------------- | --- | --- | --- | --- | --- | ---------------------------------------------------------- |
| 2014 | Zaba Caroline Records • Wolf Tone (UMG)                    | — | — | — | UK92 Silber · (1 Wo.)UK | US177 (1 Wo.)US | Erstveröffentlichung: 5. Juni 2014 Verkäufe: + 60.000      |
| 2016 | How to Be a Human Being Caroline Records • Wolf Tone (UMG) | — | — | CH87 (1 Wo.)CH | UK23 Gold · (2 Wo.)UK | US20 (3 Wo.)US | Erstveröffentlichung: 26. August 2016 Verkäufe: + 142.500  |
| 2020 | Dreamland Polydor • Wolf Tone (UMG)                        | DE43 (1 Wo.)DE | AT69 (1 Wo.)AT | CH51 (1 Wo.)CH | UK2 Gold · (3 Wo.)UK | US7 Gold · (108 Wo.)US | Erstveröffentlichung: 7. August 2020 Verkäufe: + 1.005.000 |
| 2024 | I Love You So F***ing Much Polydor • Wolf Tone (UMG)       | DE19 (1 Wo.)DE | AT24 (1 Wo.)AT | CH44 (1 Wo.)CH | UK5 (1 Wo.)UK | US11 (2 Wo.)US | Erstveröffentlichung: 19. Juli 2024                        |

### Remixalben
| Jahr | Titel Musiklabel        | Anmerkungen                            |
| ---- | ----------------------- | -------------------------------------- |
| 2015 | Remixes Wolf Tone (UMG) | Erstveröffentlichung: 17. Februar 2015 |

### EPs
| Jahr | Titel Musiklabel                  | Anmerkungen                            |
| ---- | --------------------------------- | -------------------------------------- |
| 2012 | Leaflings Kaya Kaya Records (KKR) | Erstveröffentlichung: 28. Mai 2012     |
| 2013 | Glass Animals Wolf Tone (UMG)     | Erstveröffentlichung: 4. November 2013 |
| 2020 | Quarantine Covers Wolf Tone (UMG) | Erstveröffentlichung: 17. April 2020   |

## Singles
| Jahr | Titel Album                                                        | Höchstplatzierung, Gesamtwochen, AuszeichnungChartplatzierungen (Jahr, Titel, Album, Platzierungen, Wochen, Auszeichnungen, Anmerkungen) | Höchstplatzierung, Gesamtwochen, AuszeichnungChartplatzierungen (Jahr, Titel, Album, Platzierungen, Wochen, Auszeichnungen, Anmerkungen) | Höchstplatzierung, Gesamtwochen, AuszeichnungChartplatzierungen (Jahr, Titel, Album, Platzierungen, Wochen, Auszeichnungen, Anmerkungen) | Höchstplatzierung, Gesamtwochen, AuszeichnungChartplatzierungen (Jahr, Titel, Album, Platzierungen, Wochen, Auszeichnungen, Anmerkungen) | Höchstplatzierung, Gesamtwochen, AuszeichnungChartplatzierungen (Jahr, Titel, Album, Platzierungen, Wochen, Auszeichnungen, Anmerkungen) | Anmerkungen                                                                   |
| Jahr | Titel Album                                                        | DE | AT | CH | UK | US | Anmerkungen                                                                   |
| ---- | ------------------------------------------------------------------ | --- | --- | --- | --- | --- | ----------------------------------------------------------------------------- |
| 2013 | Black Mambo Zaba                                                   | — | — | — | — | — | Erstveröffentlichung: 21. August 2013 Verkäufe: + 35.000                      |
| 2013 | Psylla Glass Animals EP                                            | — | — | — | — | — | Erstveröffentlichung: 8. November 2013                                        |
| 2014 | Gooey Zaba                                                         | — | — | — | UK— SilberUK | US— ×2DoppelplatinUS | Erstveröffentlichung: 14. Februar 2014 Verkäufe: + 2.520.000                  |
| 2014 | Pools Zaba                                                         | — | — | — | — | — | Erstveröffentlichung: 21. April 2014                                          |
| 2014 | Hazey Zaba                                                         | — | — | — | — | — | Erstveröffentlichung: 5. Oktober 2014                                         |
| 2015 | Gold Lime –                                                        | — | — | — | — | — | Erstveröffentlichung: 5. August 2015                                          |
| 2015 | Lose Control –                                                     | — | — | — | — | — | Erstveröffentlichung: 5. Oktober 2015 mit Joey Bada$$                         |
| 2016 | Life Itself How to Be a Human Being                                | — | — | — | — | — | Erstveröffentlichung: 16. Mai 2016 Verkäufe: + 35.000                         |
| 2016 | Iko Iko –                                                          | — | — | — | — | — | Erstveröffentlichung: 20. August 2016                                         |
| 2016 | Youth How to Be a Human Being                                      | — | — | — | UK— SilberUK | — | Erstveröffentlichung: 16. Juli 2016 Verkäufe: + 270.000                       |
| 2016 | Season 2 Episode 3 How to Be a Human Being                         | — | — | — | — | — | Erstveröffentlichung: 23. August 2016 Verkäufe: + 35.000                      |
| 2017 | Pork Soda How to Be a Human Being                                  | — | — | — | — | — | Erstveröffentlichung: 31. März 2017 Verkäufe: + 35.000                        |
| 2017 | Agnes How to Be a Human Being                                      | — | — | — | — | — | Erstveröffentlichung: 9. Juni 2017                                            |
| 2019 | Tokyo Drifting Dreamland                                           | — | — | — | — | US— GoldUS | Erstveröffentlichung: 13. November 2019 Verkäufe: + 570.000; mit Denzel Curry |
| 2020 | Your Love (Déjà Vu) Dreamland                                      | — | — | — | — | — | Erstveröffentlichung: 19. Februar 2020 Verkäufe: + 35.000                     |
| 2020 | Dreamland                                                          | — | — | — | — | — | Erstveröffentlichung: 1. Mai 2020                                             |
| 2020 | Heat Waves Dreamland                                               | DE2 ×3Dreifachplatin · (117 Wo.)DE | AT2 ×5Fünffachplatin · (81 Wo.)AT | CH1 ×6Sechsfachplatin · (147 Wo.)CH | UK5 ×5Fünffachplatin · (140 Wo.)UK | US1 Diamant · (91 Wo.)US | Erstveröffentlichung: 26. Juni 2020 Verkäufe: + 25.683.333                    |
| 2020 | It’s All So Incredibly Loud Dreamland                              | — | — | — | — | — | Erstveröffentlichung: 31. Juli 2020                                           |
| 2020 | Tangerine Dreamland                                                | — | — | — | — | — | Erstveröffentlichung: 16. Oktober 2020 Verkäufe: + 35.000; feat. Arlo Parks   |
| 2021 | Space Ghost Coast to Coast Dreamland                               | — | — | — | — | — | Erstveröffentlichung: 20. Mai 2021 mit Bree Runway                            |
| 2021 | I Don’t Wanna Talk (I Just Wanna Dance) Dreamland (+ Bonus Levels) | — | — | — | — | — | Erstveröffentlichung: 10. September 2021 Verkäufe: + 35.000                   |
| 2024 | Creatures in Heaven I Love You So F***ing Much                     | — | — | — | — | — | Erstveröffentlichung: 3. April 2024                                           |
| 2024 | A Tear in Space (Airlock) I Love You So F***ing Much               | — | — | — | — | — | Erstveröffentlichung: 7. Juni 2024                                            |
| 2024 | Wonderful Nothing I Love You So F***ing Much                       | — | — | — | — | — | Erstveröffentlichung: 6. September 2024                                       |
| 2025 | Show Pony I Love You So F***ing Much                               | — | — | — | — | — | Erstveröffentlichung: 7. Februar 2025                                         |
| 2025 | Vampire Bat –                                                      | — | — | — | — | — | Erstveröffentlichung: 8. August 2025                                          |

## Musikvideos
| Jahr | Titel                                   | Regie                          |
| ---- | --------------------------------------- | ------------------------------ |
| 2013 | Psylla                                  |                                |
| 2014 | Pools                                   |                                |
| 2014 | Hazey                                   |                                |
| 2015 | Black Mambo                             |                                |
| 2016 | Life Itself                             |                                |
| 2016 | Youth                                   |                                |
| 2016 | Season 2 Episode 3                      | Ashten Winger                  |
| 2017 | Pork Soda                               |                                |
| 2017 | Agnes                                   | Eoin Glaister                  |
| 2019 | Tokyo Drifting                          | Rubberband                     |
| 2020 | Your Love (Déjà Vu)                     |                                |
| 2020 | Dreamland                               |                                |
| 2020 | Heat Waves                              | Colin Read                     |
| 2020 | It’s All So Incredibly Loud             | David Wilson                   |
| 2020 | Tangerine                               |                                |
| 2021 | Space Ghost Coast to Coast              |                                |
| 2021 | I Don’t Wanna Talk (I Just Wanna Dance) |                                |
| 2024 | A Tear in Space (Airlock)               | Taylor Fauntleroy, Drew Kirsch |
| 2024 | Show Pony                               | Eoin Glaister                  |

## Promoveröffentlichungen
| Jahr | Titel Album                                                                        | Anmerkungen                                                 |
| ---- | ---------------------------------------------------------------------------------- | ----------------------------------------------------------- |
| 2012 | Cocoa Hooves Leaflings EP                                                          | Erstveröffentlichung: 2012                                  |
| 2014 | Love Lockdown Remixes EP                                                           | Erstveröffentlichung: 2014                                  |
| 2020 | Heart-Shaped Box Quarantine Covers                                                 | Erstveröffentlichung: 17. April 2020 Original: Nirvana      |
| 2020 | Young & Beautiful Quarantine Covers                                                | Erstveröffentlichung: 17. April 2020 Original: Lana Del Rey |
| 2022 | Helium (Hudson Mohawke Remix) Dreamland (Real Life Edition)                        | Erstveröffentlichung: 1. August 2022                        |
| 2022 | Hot Sugar (Washed Out Remix) Dreamland (Real Life Edition)                         | Erstveröffentlichung: 1. August 2022                        |
| 2022 | Melon and the Coconut (Mona Yim Remix) Dreamland (Real Life Edition)               | Erstveröffentlichung: 1. August 2022                        |
| 2022 | Waterfalls Coming Out Your Mouth (Clap! Clap! Remix) Dreamland (Real Life Edition) | Erstveröffentlichung: 1. August 2022                        |

## Sonderveröffentlichungen

### Alben
| Jahr | Titel Musiklabel                 | Anmerkungen                                                                |
| ---- | -------------------------------- | -------------------------------------------------------------------------- |
| 2014 | Spotify Sessions Wolf Tone (UMG) | Erstveröffentlichung: 2014 Veröffentlichung nur über Spotify               |
| 2017 | Spotify Live Wolf Tone (UMG)     | Erstveröffentlichung: 31. März 2017 Veröffentlichung nur über Spotify      |
| 2020 | Adulthood Wolf Tone (UMG)        | Erstveröffentlichung: 20. November 2020 Teilveröffentlichung von Dreamland |
| 2020 | Adolescence Wolf Tone (UMG)      | Erstveröffentlichung: 4. Dezember 2020 Teilveröffentlichung von Dreamland  |
| 2021 | Childhood Wolf Tone (UMG)        | Erstveröffentlichung: 8. Januar 2021 Teilveröffentlichung von Dreamland    |
| 2022 | Spotify Singles Wolf Tone (UMG)  | Erstveröffentlichung: 31. März 2022 Veröffentlichung nur über Spotify      |

### Lieder
| Jahr | Titel Album                    | Anmerkungen                                                      |
| ---- | ------------------------------ | ---------------------------------------------------------------- |
| 2017 | Fantastic Skin Companion EP II | Erstveröffentlichung: 17. Februar 2017 Flume feat. Glass Animals |

| Jahr | Titel Interpretation                             | Anmerkungen                            |
| ---- | ------------------------------------------------ | -------------------------------------- |
| 2020 | Dead Horse (Glass Animals Remix) Hayley Williams | Erstveröffentlichung: 7. Mai 2020      |
| 2021 | Lose Your Head London Grammar                    | Erstveröffentlichung: 12. Februar 2021 |
| 2022 | My Love Florence + the Machine                   | Erstveröffentlichung: 1. April 2022    |

| Jahr | Titel Soundtrack        | Anmerkungen                          |
| ---- | ----------------------- | ------------------------------------ |
| 2015 | Toes 96 Hours – Taken 3 | Erstveröffentlichung: 5. Januar 2015 |

## Statistik

### Chartauswertung
|                     | DE    | AT    | CH    | UK    | US    |
| ------------------- | ----- | ----- | ----- | ----- | ----- |
| Nummer-eins-Alben   | DE—DE | AT—AT | CH—CH | UK—UK | US—US |
| Top-10-Alben        | DE—DE | AT—AT | CH—CH | UK2UK | US1US |
| Alben in den Charts | DE2DE | AT2AT | CH3CH | UK4UK | US4US |

|                       | DE    | AT    | CH    | UK    | US    |
| --------------------- | ----- | ----- | ----- | ----- | ----- |
| Nummer-eins-Singles   | DE—DE | AT—AT | CH1CH | UK—UK | US1US |
| Top-10-Singles        | DE1DE | AT1AT | CH1CH | UK1UK | US1US |
| Singles in den Charts | DE1DE | AT1AT | CH1CH | UK1UK | US1US |

### Auszeichnungen für Musikverkäufe
| Goldene Schallplatte - Australien - 2023: für das Album Dreamland - 2023: für die Single Black Mambo - 2023: für die Single I Don’t Wanna Talk (I Just Wanna Dance) - 2023: für die Single Life Itself - 2023: für die Single Pork Soda - 2023: für die Single Season 2 Episode 3 - 2023: für die Single Tangerine - 2023: für die Single Your Love (Déjà Vu) - 2024: für das Lied Take a Slice - 2024: für das Album How to Be a Human Being - Dänemark - 2023: für das Album Dreamland - Frankreich - 2024: für das Album Dreamland - Neuseeland - 2022: für das Album How to Be a Human Being Platin-Schallplatte - Australien - 2021: für die Single Tokyo Drifting - 2023: für die Single Youth - 2024: für das Lied The Other Side of Paradise - Kanada - 2019: für die Single Gooey - Neuseeland - 2023: für die Single Gooey | 2× Platin-Schallplatte - Brasilien - 2024: für das Album Dreamland - Kanada - 2025: für das Album Dreamland - Neuseeland - 2024: für das Album Dreamland - Polen - 2023: für das Album Dreamland - Zentralamerika - 2023: für die Single Heat Waves 3× Platin-Schallplatte - Australien - 2024: für die Single Gooey - Dänemark - 2025: für die Single Heat Waves - Griechenland - 2023: für die Single Heat Waves - Schweden - 2022: für die Single Heat Waves - Spanien - 2024: für die Single Heat Waves 4× Platin-Schallplatte - Italien - 2024: für die Single Heat Waves 6× Platin-Schallplatte - Portugal - 2023: für die Single Heat Waves | 9× Platin-Schallplatte - Neuseeland - 2024: für die Single Heat Waves 23× Platin-Schallplatte - Australien - 2025: für die Single Heat Waves 51× Platin-Schallplatte - Indien - 2025: für die Single Heat Waves Diamantene Schallplatte - Frankreich - 2022: für die Single Heat Waves - Kanada - 2022: für die Single Heat Waves - Polen - 2023: für die Single Heat Waves 3× Diamantene Schallplatte - Brasilien - 2024: für die Single Heat Waves |

Anmerkung: Auszeichnungen in Ländern aus den Charttabellen bzw. Chartboxen sind in ebendiesen zu finden.
| Land/RegionAuszeichnungen für Musikverkäufe (Land/Region, Auszeichnungen, Verkäufe, Quellen) | Silber     | Gold       | Platin         | Diamant     | Verkäufe   | Quellen              |
| -------------------------------------------------------------------------------------------- | ---------- | ---------- | -------------- | ----------- | ---------- | -------------------- |
| Australien (ARIA)                                                                            | —          | 10× Gold10 | 29× Platin29   | —           | 2.380.000  | aria.com.au          |
| Brasilien (PMB)                                                                              | —          | —          | 2× Platin2     | 3× Diamant3 | 560.000    | pro-musicabr.org.br  |
| Dänemark (IFPI)                                                                              | —          | Gold1      | 3× Platin3     | —           | 280.000    | ifpi.dk              |
| Deutschland (BVMI)                                                                           | —          | —          | 3× Platin3     | —           | 1.200.000  | musikindustrie.de    |
| Frankreich (SNEP)                                                                            | —          | Gold1      | —              | Diamant1    | 383.333    | snepmusique.com      |
| Griechenland (IFPI)                                                                          | —          | —          | 3× Platin3     | —           | 60.000     | Einzelnachweise      |
| Indien (IMI)                                                                                 | —          | —          | 51× Platin51   | —           | 6.120.000  | Einzelnachweise      |
| Italien (FIMI)                                                                               | —          | —          | 4× Platin4     | —           | 400.000    | fimi.it              |
| Kanada (MC)                                                                                  | —          | —          | 3× Platin3     | Diamant1    | 1.040.000  | musiccanada.com      |
| Neuseeland (RMNZ)                                                                            | —          | Gold1      | 12× Platin12   | —           | 337.500    | radioscope.co.nz NZ2 |
| Österreich (IFPI)                                                                            | —          | —          | 5× Platin5     | —           | 150.000    | ifpi.at              |
| Polen (ZPAV)                                                                                 | —          | —          | 2× Platin2     | Diamant1    | 290.000    | olis.pl              |
| Portugal (AFP)                                                                               | —          | —          | 6× Platin6     | —           | 60.000     | Einzelnachweise      |
| Schweden (IFPI)                                                                              | —          | —          | 3× Platin3     | —           | 240.000    | sverigetopplistan.se |
| Schweiz (IFPI)                                                                               | —          | —          | 6× Platin6     | —           | 120.000    | hitparade.ch         |
| Spanien (Promusicae)                                                                         | —          | —          | 3× Platin3     | —           | 180.000    | elportaldemusica.es  |
| Vereinigte Staaten (RIAA)                                                                    | —          | 2× Gold2   | 2× Platin2     | Diamant1    | 13.000.000 | riaa.com             |
| Vereinigtes Königreich (BPI)                                                                 | 3× Silber3 | 2× Gold2   | 5× Platin5     | —           | 3.660.000  | bpi.co.uk            |
| Zentralamerika (CFC)                                                                         | —          | —          | 2× Platin2     | —           | 140.000    | cfc-musica.com       |
| Insgesamt                                                                                    | 3× Silber3 | 17× Gold17 | 144× Platin144 | 7× Diamant7 |            |                      |